# 高徳藩
高徳藩（たかとくはん）は、下野国塩谷郡高徳村（現在の栃木県日光市高徳）を居所として、江戸時代幕末期から明治初年にかけて存在した藩。宇都宮藩の重臣（藩主家一門）であった戸田忠至が、山陵奉行としての功績などによって1866年に本家から1万石の分知を受け、独立の大名として認められた。江戸幕府（幕藩体制）のもとで最後に生まれた藩である。明治維新期の所領替えにより、1870年に下総国曽我野藩に移転して廃藩となった。

## 歴史

### 前史
鬼怒川上流部左岸に位置する高徳は、会津と宇都宮を結ぶ交通路にあたる。江戸時代初頭に会津藩が会津西街道を整備すると、その宿駅（高徳宿）として栄えた。江戸時代後期の天保年間、鬼怒川対岸に会津と日光を短絡する小佐越新道が開通すると、会津西街道の宿駅は大きな打撃を受けたが、宇都宮藩は安政4年（1857年）、鬼怒川最上流の河岸として高徳村との境界に近い船生村（現在の塩谷町船生）地内に西船生河岸を開設し、陸運と水運の接続の便宜を図って会津西街道のテコ入れを行った。これには、宇都宮藩家老であった戸田忠至の指導があったとされる。

### 立藩から廃藩まで
慶応2年（1866年）3月、宇都宮藩の一門重臣である戸田忠至は、天狗党の乱で改易の危機に立たされた宇都宮藩を救い、山陵奉行として功績を挙げたことにより、本家である宇都宮藩戸田家から1万石を分与され大名として菊の間詰となり、高徳藩を立藩した。領地は高徳・藤原・塩原など下野で1735石、河内で若江・丹北など5265石、他に新田3000石である。戊辰戦争で高徳は新政府軍と旧幕府軍の戦場にもなった。
忠至は明治維新後、新政府に招かれて山陵修補奉行や京都裁判所副総督、宮内大丞、御医師支配、権弁事、参与会計事務局判事などを歴任したため、明治2年（1869年）に家督を子の戸田忠綱に譲った。忠綱は明治3年（1870年）に下野と河内の両国における所領を上知されて下総に所領を与えられたため、下総国曽我野（現在の千葉市中央区蘇我）に移り、以後は曽我野藩となった。
高徳陣屋の跡地には戸田大和神社が立てられている。

## 歴代藩主
戸田家
譜代。1万石。
1. 忠至
2. 忠綱

## 幕末の領地
- 下野国
  - 都賀郡のうち - 1村
  - 河内郡のうち - 5村
- 河内国
  - 若江郡のうち - 3村（堺県に編入）
  - 渋川郡のうち - 5村（うち4村を堺県、1村を河内県に編入）
  - 丹北郡のうち - 1村（堺県に編入）